# Paropta confusa
Paropta confusa är en fjärilsart som beskrevs av Rothschild 1912. Paropta confusa ingår i släktet Paropta och familjen träfjärilar. Inga underarter finns listade i Catalogue of Life.